# Norrkullens naturreservat
Norrkullens naturreservat är ett naturreservat i Jokkmokks kommun i Norrbottens län.
Området är naturskyddat sedan 2022 och är 790 hektar stort. Reservatet ligger nordost om Jokkmokk och omfattar av berget Norrkullen och dess östra sluttning och består av gammal gran- och tallskog. 